# Lekit Malakh
Lekit Malakh är en ort i Azerbajdzjan.   Den ligger i distriktet Qax Rayonu, i den norra delen av landet, 280 km väster om huvudstaden Baku. Lekit Malakh ligger 547 meter över havet och antalet invånare är 127.
Terrängen runt Lekit Malakh är varierad. Närmaste större samhälle är Qax, 7,6 km sydost om Lekit Malakh. 
I omgivningarna runt Lekit Malakh växer i huvudsak lövfällande lövskog. Runt Lekit Malakh är det ganska glesbefolkat, med 35 invånare per kvadratkilometer.